# Bryce Brown
Bryce Lee Brown (* 14. Mai 1991 in Wichita, Kansas) ist ein ehemaliger US-amerikanischer American-Football-Spieler. Er spielte auf der Position des Runningback in der National Football League (NFL).

## NFL

### Philadelphia Eagles

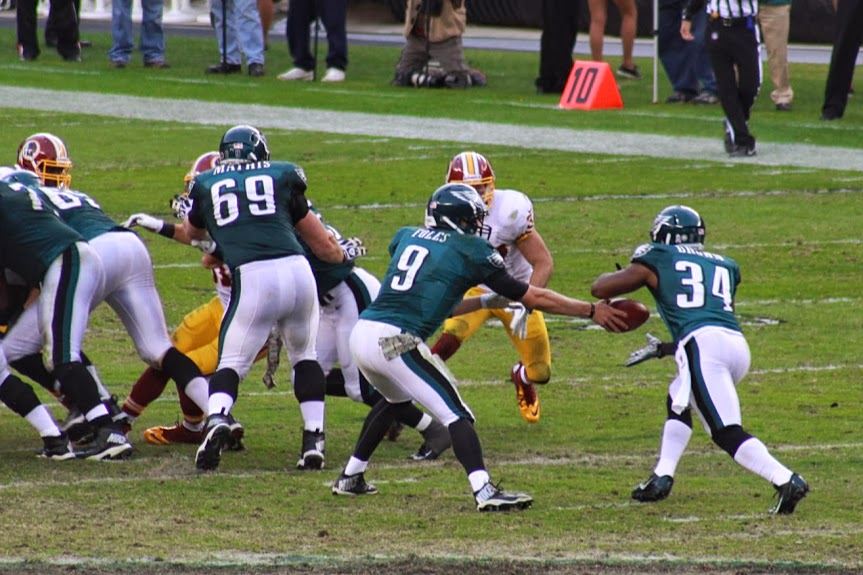
Bryce Brown bei einem Spiel der Philadelphia Eagles

Brown wurde als 229. Spieler in der siebten Runde des NFL Draft 2012 von den Philadelphia Eagles ausgewählt. Am 11. Mai 2012 unterschrieb er bei ihnen einen Vierjahresvertrag.
Nachdem Runningback LeSean McCoy ausfiel, begann Brown im Spiel gegen die Carolina Panthers am 26. November 2012 – sein erster Start seit der Highschool. Dort lief er allein in der ersten Hälfte für über 100 Yards und einen Touchdown. Er beendete das Spiel mit 178 erlaufenen Yards bei 19 Läufen, 2 Touchdowns und 4 Passempfänge für 11 Yards sowie 2 Fumble. Browns 178 Yards waren dabei ein Eagles Rookie-Rekord. Im folgenden Spiel gegen die Dallas Cowboys lief Brown für 169 Yards und zwei Touchdowns. Brown fumblete spät im vierten Viertel, der jedoch von Dallas’ Morris Claiborne 50 Yards für die spielentscheidenden Punkte zurückgetragen wurde.

### Buffalo Bills
Am 10. Mai 2014 wurde Brown für einen Viertrundenpick zu den Buffalo Bills getauscht. Am 15. September 2015 wurde Brown entlassen.

### Seattle Seahawks
Am 27. Oktober 2015 verpflichteten die Seattle Seahawks Brown. Am 21. November 2015 wurde er entlassen, aber nach der Verletzung von Marshawn Lynch am 24. November 2015 wiederverpflichtet. Am 28. November 2015 wurde er dann erneut entlassen, jedoch am 14. Dezember 2015, nach der Verletzung von Thomas Rawls und der Entlassung von DuJuan Harris bis zum Saisonende neuverpflichtet.

## Persönliches
Sein Onkel Lawrence Pete ist ein ehemaliger Nose Tackle der Detroit Lions.